# トンノン県
トンノン県（ベトナム語：Huyện Thông Nông / 縣通農?）は、ベトナム社会主義共和国カオバン省にかつて存在した県である。面積は360.14 km²、人口は26,530人（2018年）であった。

## 概要
2020年1月10日にハクアン県に編入された。

## 行政区画
1市鎮10社から構成されていた。